# Reacher
Reacher es una serie de televisión estadounidense de acción y crimen desarrollada por Nick Santora para Amazon Prime Video. Basada en la serie de libros Jack Reacher de Lee Child, está protagonizada por Alan Ritchson como el personaje principal, un autoproclamado errante y ex policía militar del ejército de los EE. UU. con una fuerza, intelecto y habilidades formidables. Durante sus viajes, Reacher se cruza con peligrosos criminales y lucha contra ellos.
La primera temporada de Reacher se basó en Zona peligrosa, la novela debut de Child de 1997, y se estrenó el 4 de febrero de 2022. La segunda temporada, basada en Mala suerte (2007), comenzó el 15 de diciembre de 2023 y concluyó el 19 de enero de 2024. La tercera temporada, basada en la novela de 2003 El inductor, se estrenó el 20 de febrero de 2025. En octubre de 2024, antes del estreno de la tercera temporada, la serie fue renovada para una cuarta temporada basada en la novela Mañana no estás (2009).
Una serie derivada, Neagley, está actualmente en producción.

## Argumento
Jack Reacher es un ex mayor de la policía militar del ejército de los EE. UU. con una amplia experiencia de investigación y combate en ausente sin permiso que prefiere vivir como un vagabundo, viajando de ciudad en ciudad a lo largo de los Estados Unidos.
En la primera temporada, mientras visita el pueblo rural (ficticio) de Margrave, Georgia, Reacher es arrestado por asesinato. Después de ser liberado, se une a dos oficiales de policía honestos, Oscar Finlay y Roscoe Conklin, para investigar una conspiración local que involucra a agentes de la ley corruptos, políticos y un magnate de negocios rico y su hijo que dirigen un sindicato de falsificación. 
En la segunda temporada, Reacher es contactado por un exmiembro de su extinta unidad de policía militar de la ciudad de Nueva York cuando uno de los suyos es asesinado en circunstancias misteriosas. Reúne a su antiguo equipo para encontrar a los asesinos y vengar la muerte de su amigo. La investigación del equipo los lleva a una empresa de tecnología con una división de seguridad corrupta que conspira con un peligroso traficante de armas. 
En la tercera temporada, Reacher se adentra en el oscuro corazón de un negocio de importación de alfombras, que es una fachada para una vasta empresa criminal de tráfico de armas, cuando intenta rescatar a un informante de la DEA. Allí, se encuentra con un mundo de secretos y violencia y se enfrenta a Xavier Quinn, un enemigo del pasado.

## Reparto y personajes

### Principal
- Alan Ritchson como Jack Reacher
  - Maxwell Jenkins como el joven Jack Reacher (temporada 1)
- Malcolm Goodwin como Oscar Finlay (temporada 1; invitado en la temporada 2), capitán de policía y detective jefe del Departamento de Policía de Margrave
- Willa Fitzgerald como Roscoe Conklin (temporada 1), sargento del Departamento de Policía de Margrave
- Chris Webster como KJ Kliner (temporada 1), el hijo privilegiado de Kliner Sr. que está ayudando a la operación criminal de su padre
- Bruce McGill como el alcalde Grover Teale (temporada 1), un político corrupto aliado de la familia Kliner
- Maria Sten como Frances Neagley, una profesional de la seguridad corporativa que sirvió con Reacher en la Unidad de Investigaciones Especiales 110 del Ejército como Maestro sargento
- Serinda Swan como Karla Dixon (temporada 2), una contadora forense en gestión de riesgos corporativa, que sirvió con Reacher en la Unidad de Investigaciones Especiales 110
- Shaun Sipos como David O'Donnell (temporada 2), un abogado con familia, que sirvió con Reacher en la Unidad de Investigaciones Especiales 110
- Ferdinand Kingsley como A.M. (temporada 2), un mercenario experimentado y traficante de armas terrorista que viaja bajo múltiples identidades falsas
- Robert Patrick como Shane Langston (temporada 2), un ex detective de la policía de Nueva York y el corrupto jefe de seguridad de New Age, un contratista de defensa privado
- Sonya Cassidy como Susan Duffy (temporada 3), una agente de la DEA que lidera una investigación sobre Zachary Beck
- Johnny Berchtold como Richard Beck (temporada 3), hijo de Zachary
- Roberto Montesinos como Guillermo Villanueva (temporada 3), un agente de la DEA y miembro del equipo de Susan Duffy
- Olivier Richters como Paul "Paulie" van Hoven (temporada 3), guardaespaldas de Zachary Beck
- Brian Tee como Francis Xavier Quinn / Julius McCabe (temporada 3), un exteniente coronel de inteligencia militar estadounidense y anterior némesis de Reacher
- Anthony Michael Hall como Zachary Beck (temporada 3), el dueño de un importador de alfombras orientales, Bizarre Bazaar
- Christopher Marquette como Jacob "Jake" Merrick (temporada 4)
- Sydelle Noel como Tamara Green (temporada 4)
- Agnez Mo como Lila Hoth (temporada 4)
- Anggun como Amisha Hoth (temporada 4), madre de Lila
- Kevin Corrigan como Russell Plum (temporada 4)

### Recurrente
- Willie C. Carpenter como Mosley (temporada 1), un barbero anciano y residente de Margrave desde hace mucho tiempo[1]
- Harvey Guillén como Jasper (temporada 1), médico forense de Margrave[1]
- Christopher Russell como Joe Reacher (temporada 1), un agente del Servicio Secreto y hermano mayor de Jack Reacher. 
  - Gavin White como el joven Joe Reacher.[2]
- Leslie Fray como Josephine Reacher (temporada 1), madre de Jack Reacher
- Matthew Marsden como Stan Reacher (temporada 1), padre de Jack Reacher
- Hugh Thompson como Baker (temporada 1), un oficial corrupto de Margrave a sueldo de Kliner[3]
- Jonathan Koensgen como Stevenson (temporada 1), un oficial de Margrave y primo de Paul Hubble
- AJ Simmons como Dawson Kliner (temporada 1), sobrino de Kliner Sr. que trabaja como asesino a sueldo y ejecutor de la operación criminal de su tío
- Marc Bendavid como Paul Hubble (temporada 1), un banquero obligado a ayudar a la red de falsificación de Kliner[1]
- Patrick Garrow como Taylor Spivey (temporada 1), un oficial de prisiones corrupto pagado por Kliner para matar a Hubble.
- Kristin Kreuk como Charlene "Charlie" Hubble (temporada 1), la esposa de Paul[1]
- Currie Graham como Kliner Sr. (temporada 1), el dueño de Kliner Industries que dirige en secreto una operación ilegal de falsificación para organizaciones de cárteles sudamericanos.[1]
- Martin Roach como Picard (temporada 1), un agente corrupto del FBI y un viejo amigo de Finlay.[2]
- Domenick Lombardozzi como Gaitano "Guy" Russo (temporada 2), un detective de homicidios del Departamento de Policía de la ciudad de Nueva York que investiga el asesinato de Franz.
- Luke Bilyk como Calvin Franz (temporada 2), que sirvió con Reacher en la Unidad de Investigaciones Especiales 110. Su asesinato hace que Reacher reforme temporalmente la 110.ª y encuentre a sus asesinos.
- Andrés Collantes como Jorge Sánchez (temporada 2), que sirvió con Reacher en la Unidad de Investigaciones Especiales 110.
- Edsson Morales como Manuel Orozco (temporada 2), que sirvió con Reacher en la Unidad de Investigaciones Especiales 110.
- Shannon Kook como Tony Swan (temporada 2), que sirvió con Reacher en la Unidad de Investigaciones Especiales 110 y actúa como subdirector de seguridad en New Age.
- Dean McKenzie como Stanley Lowrey (temporada 2), que sirvió con Reacher en la Unidad de Investigaciones Especiales 110. Muere en un accidente automovilístico fuera de pantalla antes de la segunda temporada.
- Christina Cox como Marlo Burns (temporada 2), directora de operaciones en New Age.
- Daniel David Stewart como Steven Eliot (temporada 3), un agente de la DEA y miembro del equipo de Susan Duffy.
- Caitlin McNerney como Annette (temporada 3), una agente encubierta de la ATF y la criada de Zachary.

### Invitado
- Lara Jean Chorostecki como Molly Beth Gordon (temporada 1), una agente del Servicio Secreto que estuvo involucrada con Joe Reacher.[4]
- Lochlyn Munro como David Wright (temporada 2), jefe de seguridad del Casino Neptune en Atlantic City, donde conoce a Reacher
- Al Sapienza como Drew Marsh (temporada 2), teniente de la policía de Nueva York y jefe de Russo
- Mariah Robinson como Dominique Kohl (temporada 3), una excompañera militar de Reacher a quien Xavier Quinn asesinó brutalmente
- Andreas Apergis como Leon Garber (temporada 3), el anterior oficial al mando de Reacher
- Robert Bazzocchi como Anthony Frasconi (temporada 3), un cabo del ejército de los EE. UU. que trabaja con Reacher y Khol

## Episodios
| Temporada | Temporada | Episodios | Episodios | Emisión original        | Emisión original     |
| Temporada | Temporada | Episodios | Episodios | Primera emisión         | Última emisión       |
| --------- | --------- | --------- | --------- | ----------------------- | -------------------- |
|           | 1         | 8         | 8         | 4 de febrero de 2022    | 4 de febrero de 2022 |
|           | 2         | 8         | 8         | 15 de diciembre de 2023 | 19 de enero de 2024  |
|           | 3         | 8         | 8         | 20 de febrero de 2025   | 27 de marzo de 2025  |

### Temporada 1 (2022)
| N.º en serie | N.º en temp. | Título                                                                 | Dirigido por    | Escrito por     | Fecha de emisión original |
| --- | ------------ | ---------------------------------------------------------------------- | --------------- | --------------- | ------------------------- |
| 1 | 1            | «Welcome to Margrave» «Bienvenidos a Margrave / Bienvenido a Margrave» | Thomas Vincent  | Nick Santora    | 4 de febrero de 2022      |
| A medianoche, un hombre identificado posteriormente como Joe Reacher es asesinado a tiros en las afueras de Margrave, Georgia. A la mañana siguiente, Jack Reacher llega en un autobús de Greyhound y camina hasta la ciudad, donde es arrestado en un restaurante por el asesinato. Lo envían a la cárcel local con Paul Hubble, un banquero que confesó falsamente el asesinato. Spivey, un guardia corrupto, los pone con la población general, donde Reacher frustra brutalmente un intento de asesinato. Hubble explica que confesó encubrir a una organización criminal que de otro modo lo habría matado a él y a su familia. Después de ser liberado, Reacher es amenazado verbalmente en la ciudad por el hijo del empresario local Kliner. Cuando más tarde regresa a la estación de policía, se le informa sobre un segundo asesinato. En la morgue, una discusión sobre el asesinato reciente y otro a principios de semana lo lleva a identificar a la primera víctima como su hermano mayor, Joe. |              |                                                                        |                 |                 |                           |
| 2 | 2            | «First Dance» «Primer baile / El primer baile»                         | Sam Hill        | Scott Sullivan  | 4 de febrero de 2022      |
| Reacher se une a Oscar Finlay, el capitán de la policía local, y a una policía llamada Roscoe Conklin para investigar el asesinato de su hermano y la reciente desaparición de Hubble tras su liberación. El jefe de Finlay, Ed Morrison, y su esposa son asesinados de forma espantosa en su casa. Reacher deduce que lo mataron por no cuidar de Hubble. El alcalde, Grover Teale, también corrupto, asume el cargo de jefe de policía y ordena a Finlay que lleve a cabo una investigación falsa sobre la muerte de Morrison. El amigo de Finlay, el agente del FBI Picard, acepta tomar a la esposa y los hijos de Hubble bajo custodia protectora no oficial. Reacher fija una reunión con Spivey, pero es emboscado por dos ex soldados sudamericanos, lo que permite que Spivey escape. Roscoe lo lleva a un bar, donde bailan. Mientras conducen a casa, se enteran de que la carretera está arrasada y se ven obligados a pasar la noche durmiendo en la misma habitación del motel, donde Reacher se sincera sobre su pasado. |              |                                                                        |                 |                 |                           |
| 3 | 3            | «Spoonful» «Cucaracha / Una cucharada»                                 | Stephen Surjik  | Aadrita Mukerji | 4 de febrero de 2022      |
| Roscoe regresa a casa y encuentra evidencia de un robo. A instancias de Reacher, ella le da un arma. El grupo se pone en contacto con la colega de Joe, Molly Beth Gordon, del Servicio Secreto, y se entera de que Joe estaba en Margrave en una misión confidencial para investigar informes de falsificación a gran escala. Reacher intimida a uno de los abogados de Kliner para obtener información sobre Jobling, un conductor de camión de Kliner al que la compañía se esforzó mucho en liberar de la custodia policial. Mientras tanto, Finlay revisa la casa de Spivey en busca de pistas y la policía lo golpea después de que lo confunden con un ladrón. Luego, los dos hombres visitan a Kliner en persona. Kliner afirma que no sabe nada y amenaza con abandonar la investigación. Reacher convence a Roscoe y Finlay de mudarse de sus casas temporalmente. Mientras compra suministros, el hijo de Kliner, KJ, se acerca a Roscoe y le advierte que Reacher es un asesino. El propio Reacher es nuevamente emboscado por los ex soldados, pero esta vez logra matarlos. Luego encuentra el cadáver de Spivey en el maletero de su auto. |              |                                                                        |                 |                 |                           |
| 4 | 4            | «In a Tree» «En un árbol»                                              | Christine Moore | Cait Duffy      | 4 de febrero de 2022      |
| Después de reunirse con Finlay, Reacher lleva a Roscoe para que lo ayude a deshacerse de los cuerpos. También revela la verdad detrás de la advertencia de KJ: mientras servía en Irak, Reacher mató a tres hombres civiles que estaban agrediendo sexualmente a un grupo de niños pequeños. Después de que la evidencia es arrojada en un aeropuerto de Atlanta, Reacher paga una habitación de hotel, donde él y Roscoe tienen relaciones sexuales después de que ella lo sorprende en la ducha. Al día siguiente, visitan la casa de un ex empleado de Kliner y encuentran cajas de aire acondicionado vacías que Reacher sospecha que se usaron para mover el dinero falso. Picard les da una pista sobre el motel en el que Joe se quedó antes de que lo mataran; Reacher encuentra una nota oculta antes de que él y Roscoe sean atacados por más mercenarios. Roscoe salva la vida de Reacher, y Reacher admite que se puso en peligro para protegerla. Molly Beth llega a Atlanta con los archivos de Joe sobre el caso, pero alguien la mata y roba los archivos segundos antes de que Reacher la encuentre. |              |                                                                        |                 |                 |                           |
| 5 | 5            | «No Apologies» «Sin disculpas»                                         | Norberto Barba  | Scott Sullivan  | 4 de febrero de 2022      |
| Sintiéndose culpable por el asesinato de Molly Beth, Reacher descarga su frustración atacando a KJ después de que éste destroza la camioneta de Roscoe. Kliner se niega a presentar cargos. Roscoe se entera de que Teale la ha despedido por un trabajo policial "insatisfactorio". Desesperado por nuevas pistas, Reacher encuentra una llave y un baúl dejados por el exjefe fallecido de Roscoe, Gray, que contienen una investigación que confirma las sospechas de Reacher de que Margrave es el corazón de la operación de falsificación de Kliner, pero sin pruebas utilizables. Viajando a Memphis, Reacher se reúne con su antigua camarada, la investigadora privada Frances Neagley, para encontrar a un asesino a sueldo que puede haber sido el asesino de Joe. Después de que Roscoe golpea a Teale al enterarse de que asesinó a Gray, Finlay la saca de la ciudad haciendo que reemplace a Picard como guardaespaldas de la familia Hubble. Reacher y Neagley sobreviven a un atentado contra sus vidas por parte de un policía desesperado de Memphis cuya familia fue amenazada. Finlay irrumpe en la oficina de Kliner y descubre que éste acaba de ser asesinado. |              |                                                                        |                 |                 |                           |
| 6 | 6            | «Papier» «Papel»                                                       | Omar Madha      | Aadrita Mukerji | 4 de febrero de 2022      |
| Finlay y Reacher siguen uno de los camiones de Kliner. Finlay le dice a Reacher que la verdadera razón por la que vino a Margrave no fue por divorcio, sino porque su esposa Sharon murió después de una larga enfermedad. Después de encontrar el camión vacío, Reacher va a Nueva York para reunirse con uno de los contactos de Joe, la profesora Kate Castillo, habiendo descubierto que otro contacto había sido asesinado con el pretexto de haber sido asaltado. Determina que Kliner había estado enviando dinero falso a un cliente en Venezuela, utilizando "súper billetes" hechos del papel especializado utilizado para imprimir dólares. Los asesinos encuentran a la familia de Roscoe y Hubble, pero Roscoe envía a ambos hombres al bosque. Mientras espera a Picard, Charlie, la esposa de Paul Hubble, comparte los detalles de su relación con Kliner, explicando que Paul fue engañado para lavar dinero y luego fue obligado a ver cómo crucificaban a un hombre para asegurar su lealtad. Reacher hace arreglos para que Castillo obtenga protección policial y usa su corbata para estrangular a un asesino enviado a matarla. |              |                                                                        |                 |                 |                           |
| 7 | 7            | «Reacher Said Nothing» «Reacher no habló / Reacher no dijo nada»       | Lin Oeding      | Scott Sullivan  | 4 de febrero de 2022      |
| El oficial Stevenson y su esposa embarazada son asesinados por un escuadrón de la muerte que busca información sobre la familia Hubble. Teale despide a Finlay con un pretexto a la mañana siguiente. Reacher finge confiar en el último oficial de Margrave, Baker (quien Reacher cree que es corrupto), y comparte un plan falso para registrar la casa de Hubble. Finlay va en persona a informar a los padres de Stevenson de su muerte. El escuadrón de ataque va a la casa de Hubble con la intención de matar a Reacher, pero él los atrapa y los mata a todos, incluido el sobrino de Kliner, Dawson. Según la información que ha reunido, se da cuenta de que Kliner estaba blanqueando billetes de 1 dólar para obtener el papel necesario para imprimir su dinero. Reacher habla con Roscoe, quien comparte su descubrimiento con Picard. Reacher ayuda a Finlay a evadir a los mercenarios que lo rastrean hasta su motel debido a su visita a casa de los Stevenson. Reacher y Finlay regresan a la casa de Jobling, que ha sido quemada hasta los cimientos. Registran la casa de los padres de Jobling y encuentran cajas de billetes falsos. Organizan una reunión con Picard, pero cuando llegan, Picard está esperando con KJ y Teale. |              |                                                                        |                 |                 |                           |
| 8 | 8            | «Pie» «Pay / Tarta»                                                    | MJ Bassett      | Nick Santora    | 4 de febrero de 2022      |
| KJ confiesa todos los asesinatos, habiendo matado a Joe y a los demás para proteger la operación y a su padre cuando intentó detenerlo, sintiendo que había ido demasiado lejos. KJ le muestra a Reacher una transmisión en vivo de un Roscoe cautivo y los envía a él y a Picard a buscar a Hubble. Reacher engaña a Picard para que se detenga para arreglar una llanta y le dispara; Picard puede escapar. Reacher inmediatamente encuentra a Hubble, quien revela que estaba trabajando con Joe y Jobling (que temían que lo asesinaran por robar billetes falsos) para detener la operación de Kliner. Finlay es torturado por Baker en la comisaría; Reacher embiste la estación con un camión y lo mata. Llega Neagley y Reacher recoge armas antes de incendiar la fábrica de Kliner con gasolina. Finlay aplasta a Picard hasta matarlo en una prensa hidráulica, mientras Roscoe somete y esposa a Teale antes de dispararle cuando va por su arma. Mientras el almacén arde en llamas, Reacher rocía a KJ con productos químicos inflamables y lo patea al fuego, quemándolo vivo. Un flashback revela cómo la madre de Reacher murió en París después de una larga enfermedad, entregándole la Croix de Guerre de su abuelo francés. Roscoe le da a Reacher su número y le dice que llame cuando quiera. Ella le dice que quiere reconstruir Margrave; Reacher sugiere que considere postularse para alcalde. Finlay decide regresar a Boston. Después de enterrar la medalla donde murió Joe, Reacher sale silenciosamente de Margrave y saca el pulgar para dar un paseo, continuando su viaje. |              |                                                                        |                 |                 |                           |

### Temporada 2 (2023-2024)
| N.º en serie | N.º en temp. | Título | Dirigido por  | Escrito por                       | Fecha de emisión original |
| --- | ------------ | --- | ------------- | --------------------------------- | ------------------------- |
| 9 | 1            | «ATM» «Cajero automático»                                                                                     | Sam Hill      | Nick Santora                      | 15 de diciembre de 2023   |
| En algún lugar de las Montañas Catskill, se muestra a un hombre siendo arrojado desde un helicóptero hasta su muerte. Al día siguiente, Jack Reacher está cobrando su cheque de pensión en Arkansas cuando interviene para someter a un ladrón de autos armado. Luego se da cuenta de que el recibo de su propio cajero automático tiene un código de asistencia de emergencia militar incrustado en los montos. Reacher contacta a su excompañera de equipo Frances Neagley, quien confirma que ella lo plantó allí para llamar su atención. El hombre bajado del helicóptero fue Calvin Franz, otro exmiembro de la Unidad de Investigaciones Especiales seleccionada por Reacher durante su estancia en el ejército. Los dos comienzan a investigar el asesinato con la ayuda de un tercer miembro, David O'Donnell. Reacher obtiene una unidad de datos oculta por Franz, obteniendo una lista de números, una lista separada de nombres que comienzan con las iniciales A.M, que se sospecha que son alias. Neagley revela que otro miembro de la 110.ª Unidad de Investigaciones Especiales, Stan Lowery, murió en un accidente automovilístico dos años antes de que mataran a Franz, dejando sólo 7 miembros vivos de la 110.ª. El trío jura vengar a su amigo muerto, Franz, encontrando y castigando ellos mismos a sus asesinos. Luego, el trío intenta localizar a otro miembro de la Unidad de Investigaciones Especiales, Tony Swan, en su casa, pero al notar que nadie abre la puerta, entran y encuentran la casa vacía y el perro de Swan muerto por deshidratación. Reacher, al notar el patrón con Franz asesinado y ahora Swan dado por muerto, deduce que alguien está apuntando a todos los miembros vivos de la unidad de Reacher con brutal eficiencia. |              | |               |                                   |                           |
| 10 | 2            | «What Happens in Atlantic City» «¿Qué sucede en Atlantic City? / Lo que pasa en Atlantic City»                | Sam Hill      | Scott Sullivan                    | 15 de diciembre de 2023   |
| Reacher ataca a un extraño que lo sigue, solo para luego identificarlo como el detective de la policía de Nueva York Guy Russo. Reacher, Neagley y O'Donnell visitan Atlantic City, donde dos compañeros más (Sánchez y Orozco) trabajan como guardias de seguridad del Neptune Casino. En el camino conocen a Karla Dixon, otro miembro del equipo y posible interés amoroso de Reacher. Encuentran un aliado útil en David Wright, el jefe de seguridad del casino. Le prepara al equipo una suite para quedarse y los ayuda a buscar a Sánchez y Orozco. Desafortunadamente, sus contactos policiales confirman que ambos hombres fueron secuestrados, asesinados y arrojados en la misma región montañosa que Franz. También puede confirmar que a ninguno de los casinos le falta dinero, por lo que los números en la lista deben significar algo más. Un intento de asesinato posterior los lleva de regreso a Nueva York, a una empresa llamada New Age Technologies. |              | |               |                                   |                           |
| 11 | 3            | «Picture Says a Thousand Words» «Una imagen dice más que mil palabras / Una imagen vale más que mil palabras» | Omar Madha    | Penny Cox                         | 15 de diciembre de 2023   |
| Los flashbacks muestran al jefe de seguridad de la New Age, Shane Langston, torturando a Franz para obtener información. Antes de ser arrojado del helicóptero, Franz advierte a Langston que el "grandullón" viene a por él. En el presente, Reacher adquiere armas para el equipo, antes de que él y O'Donnell sean arrestados por Russo. Russo revela que sus investigaciones han identificado a un sospechoso de los asesinatos, Azari Mahmoud, el propietario del restaurante "A.M." alias. Mientras tanto, Neagley y Dixon visitan las oficinas de New Age Technologies, donde el director de operaciones Marlo Burns identifica al hombre que había sido enviado para matarlos como Trevor Seropian y les da su dirección. Mientras estaba en Denver, A.M. se da cuenta de que sus alias han desaparecido y le dice a Langston que su llegada prevista a Nueva York se retrasará; Mientras tanto, Dixon deduce que la lista de cifras descubiertas en el USB de Franz representa días y meses. Reacher, Neagley, Dixon y O'Donnell visitan la casa de Seropian, anticipando correctamente una emboscada, y matan a un gran número de mercenarios que trabajan para la New Age. Con la participación de New Age ahora confirmada, los miembros del equipo realizan una redada en la sede de la compañía y encuentran evidencia de que Tony Swan, miembro de los Investigadores Especiales, había sido un empleado allí. |              | |               |                                   |                           |
| 12 | 4            | «A Night at the Symphony» «Una noche en la sinfónica / Una noche de gala»                                     | Omar Madha    | Cait Duffy                        | 22 de diciembre de 2023   |
| Mientras los miembros del equipo investigan sus descubrimientos en New Age, no están de acuerdo sobre los motivos de Swan después de que se reveló que trabajaba en el departamento de seguridad de la compañía. Los miembros del equipo descubren que New Age tiene un contrato de defensa del gobierno llamado Little Wing, gracias a notas de un senador llamado Lavoy. Mientras tanto, de vuelta en Denver, A.M. mata a un cirujano plástico en un intento de robar su identidad antes de volar a Nueva York. Los miembros del equipo rastrean al asistente legislativo del senador hasta Boston, donde Dixon ayuda a Oscar Finlay a arrestar al asistente para sacarle información. El asistente les revela a Reacher y O'Donnell que Little Wing es un programa de misiles, llevado a cabo en instalaciones New Age en Denver y Nueva York, para crear misiles que siempre alcanzarán sus objetivos. Reacher se da cuenta de que la gente de New Age está planeando vender 650 misiles a AM para permitir ataques terroristas. Más tarde esa noche, los miembros del equipo son emboscados por una banda de motociclistas, pero logran someterlos. Luego, Reacher llama a Langston, quien intenta sobornarlo para que se vaya, pero Reacher se niega y proclama que quiere arrojarlo desde un helicóptero. |              | |               |                                   |                           |
| 13 | 5            | «Burial» «El entierro / Entierro»                                                                             | Carol Banker  | Scott Sullivan                    | 29 de diciembre de 2023   |
| Neagley y Dixon visitan las instalaciones de New Age en Denver intentando ver los misiles, sólo para descubrir que ya se los han llevado en un camión. Uno de los secuaces de A.M. organiza la avería de otro camión en la ruta del primer camión y mata a su conductor. Abre el remolque del camión y revela a otros tres secuaces y los misiles. Neagley y Dixon, que habían estado persiguiendo el primer camión, llegan a la escena, justo después de que los secuaces hayan cambiado los remolques. Los secuaces intentan matar a Neagley y Dixon. El primer secuaz se marcha con los misiles antes de que Neagley y Dixon maten a los otros tres. En la documentación que Neagley y Dixon recibieron del gerente de las instalaciones de New Age en Denver, se enteran de que Swan había permitido que los misiles salieran de New Age. Mientras tanto, Reacher y O'Donnell visitan Washington D. C. y hacen un viaje al Departamento de Seguridad Nacional para obtener información sobre A.M. El senador Lavoy se encuentra con Reacher y le ofrece su ayuda para detener un posible ataque terrorista. Luego, los miembros del equipo regresan a Nueva York para el funeral de Franz, donde Reacher se encuentra y se enfrenta a Russo, quien revela que Langston y el departamento de seguridad New Age, menos Swan, son ex detectives de la policía de Nueva York que se jubilaron anticipadamente después de ser investigados. Durante el funeral, dos sicarios intentan matar a los miembros del equipo. Uno de los sicarios muere; Reacher y Russo persiguen y atrapan al otro. Él revela que Swan le pagó para que matara a los miembros del equipo; cuando va a un edificio abandonado a cobrar su pago, el edificio explota.                                    |              | |               |                                   |                           |
| 14 | 6            | «New York's Finest» «Lo mejor de Nueva York / El mejor de Nueva York»                                         | Carol Banker  | Cait Duffy & Michael J. Gutierrez | 5 de enero de 2024        |
| Tras la explosión del edificio, Russo le da al equipo una pista sobre la ubicación de Marlo Burns. Después de que el equipo la localiza, ella confirma que Swan ha estado intentando detener la operación terrorista de New Age. También revela que ha estado huyendo gracias a Langston, quien le advirtió que ella y su hija serían asesinadas si se asociaba con Swan. Russo se entera de que New Age se puso en contacto con su jefe y está involucrado en sus planes, ya que fue sobornado para que revelara información sobre Reacher y el equipo. Cuando Jane, la hija de Russo y Marlo, intenta esconderse, son perseguidos por sicarios de la Nueva Era que intentan matarlos mientras los persiguen en una persecución a alta velocidad por la ciudad, lo que obliga a Russo a llamar al equipo para pedir refuerzos. El equipo recluta a Marlo como cebo para atraer a Langston y otros miembros de New Age a una trampa, lo que resulta en que Reacher los mate a todos menos a Langston, quien escapa. Posteriormente, Neagley, Dixon y O'Donnell llegan para ayudar a Russo. Rescatan a Jane, pero Russo se ha sacrificado para matar a los sicarios. |              | |               |                                   |                           |
| 15 | 7            | «The Man Goes Through» «Lo que se debe atravesar / Incursión»                                                 | Julian Holmes | Penny Cox & Lillian Wang          | 12 de enero de 2024       |
| Reacher y su equipo deciden enviar a Marlo y Jane a un lugar seguro donde Dixon solía quedarse en Buffalo. Reacher y Neagley se enfrentan al teniente Marsh en su casa mientras Dixon y O'Donnell envían a Marlo y Jane a un lugar seguro. Marsh es asesinado por Reacher después de revelar que Grant, un sicario contratado por Langston para acabar con Russo, está vivo en un hospital. Reacher y Neagley extraen información sobre la compra de Grant después de que Reacher amenaza con reventar el globo en la vejiga de Grant llenándolo de aire. Sin embargo, Reacher, antes de irse, asegura que Grant muere a causa de una embolia como venganza por matar a Russo. Encuentran a un sicario disfrazado de médico enviado a matar a Grant y el sicario muere accidentalmente en la pelea entre él, Neagley y Reacher. Langston le revela a Reacher en una llamada telefónica que tiene a Dixon y O'Donnell. Reacher le miente a Langston diciéndole que Neagley murió en la pelea con el sicario. Mientras tanto, Dixon y O'Donnell son torturados por los hombres de Langston. Reacher exige que se ponga a su disposición el equipo de seguridad privada del senador Lavoy. Dejando a Neagley afuera con un plan, Reacher entra solo a las Instalaciones New Age y se entrega mientras se enfrenta a Langston. |              | |               |                                   |                           |
| 16 | 8            | «Fly Boy» «¡A volar! / Un tipo de altos vuelos»                                                               | Julian Holmes | Scott Sullivan                    | 19 de enero de 2024       |
| Mientras está cautivo, Reacher descubre que Swan nunca se unió a Langston y se negó a ser parte de la conspiración. Como resultado de su desafío, Swan fue asesinado y las partes de su cuerpo recolectadas se usaron como evidencia de ADN para incriminarlo como el chivo expiatorio designado. El equipo de seguridad de Neagley y Lavoy logró sacar a Reacher de las instalaciones New Age, permitiéndole abordar el helicóptero de Langston. Reacher mata al guardaespaldas restante y, como prometió, arroja a Langston fuera del helicóptero hacia su muerte, liberando a O'Donnell y Dixon. Luego, el equipo se dirige a la casa del ingeniero New Age para tender una emboscada y matar a A.M. Anticipando que el equipo de seguridad de Lavoy iba a asesinar a los investigadores como los últimos cabos sueltos que quedaban, los agentes de Seguridad Nacional arrestan a Lavoy y al equipo de seguridad después de recibir un aviso de Reacher antes de su misión de rescate. Los investigadores matan a los dos empleados restantes de New Age por su participación en la conspiración utilizando un misil Little Wing en el helicóptero de Langston, y el accidente fue encubierto por Seguridad Nacional. El equipo distribuye los 65 millones de dólares entre ellos y los familiares supervivientes de sus aliados caídos, y luego toman caminos separados. |              | |               |                                   |                           |

### Temporada 3 (2025)
| N.º en serie | N.º en temp. | Título                                                                   | Dirigido por | Escrito por            | Fecha de emisión original |
| --- | ------------ | ------------------------------------------------------------------------ | ------------ | ---------------------- | ------------------------- |
| 17 | 1            | «Persuader» «Persuasión / El inductor»                                   | Sam Hill     | Scott Sullivan         | 20 de febrero de 2025     |
| En Maine, Reacher salva a un hombre de un intento de secuestro disparándole al secuestrador. Cuando Reacher dispara accidentalmente a un policía, se produce una persecución policial. El hombre, cuyo nombre es Richard Beck, le revela a Reacher que alguien lo había secuestrado antes y que su padre solo pagó el rescate cuando le amputaron la oreja. Richard lleva a Reacher a casa para ver a su padre, Zachary Beck. Reacher se encuentra con Zachary, quien le agradece por salvar a su hijo, pero sospecha de él. Zachary le ofrece a Reacher un trabajo si juega a la ruleta rusa, lo que hace. Reacher está trabajando de incógnito para Susan Duffy, una agente de la DEA que lo reclutó para encontrar a una agente encubierta desaparecida, Teresa Daniels, a cambio de ayudar a Reacher a lidiar con un némesis anterior, el teniente coronel Francis Xavier Quinn. Para poner a Reacher de incógnito, simulan el secuestro de Richard, con el secuestrador y el policía siendo agentes de la DEA que trabajan con Duffy. Reacher se cuela en el garaje por la noche, donde descubre y le revela a Duffy que Teresa estaba allí. |              |                                                                          |              |                        |                           |
| 18 | 2            | «Truckin» «Transportista / Transporte»                                   | Sam Hill     | Penny Cox              | 20 de febrero de 2025     |
| Cuando Duffy se entera por Reacher de que Teresa está en peligro, golpea al guardaespaldas que tienen cautivo para averiguar qué planean hacer con Teresa, pero el guardaespaldas afirma que no lo sabe. El jefe de guardias de Zachary, Chapman Duke, envía a Reacher a revisar los autos secuestrados. Reacher llama a Duffy para decirle que puede ser un problema para la historia del secuestro; Duffy va al patio de autos para recuperar uno de los autos. Uno de los asociados de Zachary, Angel Doll, nota el auto del guardaespaldas pero no ve a Duffy cambiar la matrícula. Duke le ordena a Reacher que tome un camión a New London, Connecticut. Reacher llama a Neagley para investigar a las personas con las que trabaja. Reacher se reúne con Duffy para revisar el remolque en busca de drogas o el cuerpo de Teresa, pero solo encuentran alfombras. De regreso en Maine, Doll interroga a Reacher sobre sus acciones en el patio y en el secuestro, y cuando Doll intenta contarle a Duke sobre sus sospechas, Reacher golpea su cabeza contra una mesa y lo mata. |              |                                                                          |              |                        |                           |
| 19 | 3            | «Number 2 with a Bullet» «Número 2 y en ascenso / Número 2 con una bala» | Gary Felder  | Cait Duffy             | 20 de febrero de 2025     |
| Después de regresar de New London, Reacher se reúne con Zachary por un mensaje de Doll. Reacher intenta hacerle creer que sus socios están tratando de traicionarlo y que deberían matarlos, pero Zachary no escucha. Después de esto, Reacher le dice a Duffy que tiene un auto listo para regresar al almacén donde mató a Doll. Cuando Reacher llega al punto de encuentro, Duffy le dice que irá con él a buscar a Teresa, a lo que Reacher acepta de mala gana. En el almacén, Reacher y Duffy buscan a Teresa y limpian los restos de Doll; llegan dos hombres y Reacher y Duffy los matan. Duffy se queda con el portátil de Doll. Al día siguiente, Reacher tiene que estar con Richard en la ciudad. Reacher lo defiende de unos matones y Richard le dice que el jefe de Zachary, Julius McCabe, lo amenazó a él y a su padre. Cuando Reacher regresa a casa, va con Duke y Zachary a una cabaña, el escondite del secuestrador. Reacher aprovecha para matar a Duke, fingir un tiroteo y volar la casa; en el auto, conquista a Zachary y se convierte en su número dos. |              |                                                                          |              |                        |                           |
| 20 | 4            | «Dominique»                                                              | Sam Hill     | Lillian Wang           | 27 de febrero de 2025     |
| Reacher se dirige a la casa de Duffy después de ganarse la confianza de Zachary. Descubre que Julius McCabe es Xavier Quinn, a quien creía muerto. Tras la revelación, Reacher le cuenta a Duffy cómo recibió un nuevo socio, Dominique Kohl, para investigar un caso que involucra a Gorowski. Finalmente, obligan a Gorowski a decirles que trabaja para Quinn, vendiendo secretos de estado porque Quinn amenazó a su familia. Reacher y Kohl, junto con Anthony Frasconi, interceptan a uno de los compradores de Quinn, un empresario sirio, Safwan Qasim, a quien obligan a colaborar en la captura de Quinn. Al tener pruebas para procesarlo, Reacher permite que Kohl arreste a Quinn. Quinn, en cambio, secuestra a Kohl. En su búsqueda por ella, Reacher encuentra a Frasconi muerto en una casa, y luego encuentra el cuerpo ensangrentado de Kohl colgado en una cabaña; Quinn la asesinó brutalmente. Reacher encuentra a Quinn y le dispara en represalia, aparentemente matándolo. De vuelta al presente, Zachary envía a Reacher a una fábrica donde han localizado la computadora portátil de Doll y donde está Duffy. Reacher se dirige a la fábrica mientras tres hombres de Quinn llegan allí.                                            |              |                                                                          |              |                        |                           |
| 21 | 5            | «Smackdown» «Enfrentamiento / Combate»                                   | Sam Hill     | Michael J. Gutierrez   | 6 de marzo de 2025        |
| Cuando Reacher no puede contactar con Duffy, llama a Eliot para llamar al número de la compañía. Cuando Eliot llama, estalla un tiroteo entre los hombres de Quinn y Duffy y Villanueva; Reacher ayuda a Duffy y Villanueva a escapar. En la cabaña, el guardaespaldas cautivo se aprovecha del error de Eliot para matarlo y escapar. Después de descubrir que los federales los están espiando, los hombres de Quinn se mudan a la casa. Cuando Duffy encuentra a Eliot muerto y el guardaespaldas ha escapado, llama a Reacher para decírselo y sacarlo de la casa, pero Reacher formula un plan que involucra a Villanueva. Duffy corta la energía y Reacher usa a Villanueva como cebo para matar al guardaespaldas. De regreso a la casa, Zachary le informa a Reacher que Annette, la criada, era una infiltrada de la ATF y que Paulie la ha matado. Reacher le dice a Duffy que varios agentes federales los están espiando y que Quinn está traficando con armas de fuego, no con drogas. A la mañana siguiente, Zachary le informa a Reacher que los han convocado a una fábrica. Reacher y Zachary llegan allí justo cuando están a punto de encontrarse con Quinn.                                                                                 |              |                                                                          |              |                        |                           |
| 22 | 6            | «Smoke on the Water» «Humo en el agua»                                   | Sam Hill     | Scott Sullivan         | 13 de marzo de 2025       |
| Quinn se reúne con Zachary y lo acusa de tener, sin saberlo, un topo de la ATF dentro. Debido a la amnesia retrógrada causada por Reacher, Quinn no lo recuerda y se presenta a él usando su alias McCabe. Quinn se encuentra con un hombre de la mafia rusa; Reacher descubre que Quinn está en peligro. Después, Reacher lleva a Richard a la ciudad para reunirse con Duffy y devolverle su placa; Reacher y Duffy se besan, y Richard descubre que Reacher es un topo. Quinn envía hombres a matar a todos los que lo investigan, incluida Neagley; Neagley los mata y se lo dice a Reacher. Quinn llega a la casa de Zachary para interrogarlo sobre el Ejército de los EE. UU. que lo investiga; Zachary le dice que dicha unidad era la de Reacher. Quinn envía a Paulie a matar a Reacher, pero este escapa, lo que lleva a una persecución. Reacher mata a todos los hombres excepto a Paulie y se refugia en una lavandería. Quinn castiga a Zachary obligando a Richard a jugar a la ruleta rusa. Reacher y Duffy buscan a Teresa en Port Rome, pero un hombre afirma que Quinn lo cambió todo tras la fuga de Reacher. Reacher y Duffy viajan a Los Ángeles.                                                                                        |              |                                                                          |              |                        |                           |
| 23 | 7            | «L.A. Story» «Historia de Los Ángeles / Historia de L.A.»                | Sam Hill     | Penny Cox & Cait Duffy | 20 de marzo de 2025       |
| Neagley interroga a Costopoulos, quien le dice que Quinn asesinó a una familia cuando los negocios salieron mal y está a punto de hacer lo mismo con la familia Beck. Reacher y Duffy, en Los Ángeles, rastrean a un traficante de drogas, Darien Prado, y tienen relaciones sexuales. Reacher y Duffy interceptan a Darien en un club y lo chantajean para que coopere. Él llama a Zachary para reunirse, pero Reacher y Duffy lo traicionan. Zachary se reúne con Neagley, por orden de Reacher, y le dice que él y su hijo están en peligro. Quinn visita a Teresa, cautiva. Reacher y el equipo descubren que las armas se están vendiendo a compradores yemeníes y que se llevará a cabo un acto terrorista en Estados Unidos. Zachary se disculpa con Richard por su fechoría y dice que lo protegerá a toda costa. Zachary informa a Reacher de la hora del intercambio. Duffy y Villanueva involucran a la ATF, a pesar de la reticencia de Reacher. En una llamada con Neagley, Reacher se entera de que el intercambio se realizará en casa de Zachary. |              |                                                                          |              |                        |                           |
| 24 | 8            | «Unfinished Business» «Asunto inconcluso / Asunto pendiente»             | Sam Hill     | Scott Sullivan         | 27 de marzo de 2025       |
| Los secuaces de Quinn tienden una emboscada al equipo de la ATF y los eliminan a todos, pero Reacher, Duffy y Villanueva los eliminan y salvan a Zachary, dejando un conductor para que los introduzca a escondidas en la casa. Después de una pelea intensa y brutal, Paulie muere tras disparar una LMG manipulada por Reacher. Duffy salva a Teresa de los compradores, mientras que Villanueva encuentra a Richard. Cuando Reacher mata a los hombres de Quinn, Quinn mata a los compradores y toma su dinero y a Richard como rehenes. Quinn es confrontado por Zachary, quien le apunta con la pistola de juguete; cuando falla, Quinn mata a Zachary y se va sin el dinero. Quinn es confrontado afuera de la casa por cobradores de deudas de la mafia rusa. Reacher y Neagley les ofrecen el dinero de los compradores a cambio de Quinn, y ellos aceptan. Reacher le recuerda a Quinn sobre Kohl antes de ejecutarlo. Después, Reacher se despide de Neagley y Duffy; Richard toma el dinero sobrante de su padre antes de desaparecer; Duffy devuelve a Teresa a su abuela antes de renunciar a la DEA, y ella y Villanueva presentan sus respetos a los padres de Eliot; Villanueva se reúne con su esposa; y Reacher se marcha en una motocicleta. |              |                                                                          |              |                        |                           |

## Producción

### Desarrollo
El 15 de julio de 2019, Amazon anunció una adaptación televisiva de las novelas Jack Reacher de Lee Child. Nick Santora, quien creó Scorpion, se encargó de escribir, dirigir y producir la serie a través de Paramount Television y Skydance Media. El 14 de enero de 2020, se dio luz verde a la serie de televisión, con Don Granger, Scott Sullivan, David Ellison, Dana Goldberg, Marcy Ross y Christopher McQuarrie como productores ejecutivos con Child. La primera temporada se anunció como una adaptación de la novela Zona peligrosa de Lee. En julio de 2021 se anunció M. J. Bassett se había incorporado a la serie como director. El 7 de febrero de 2022, Amazon Prime Video renovó la serie para una segunda temporada. Para adaptar los libros a la pantalla, los escritores decidieron que necesitarían hacer que Reacher verbalizara sus pensamientos con más frecuencia, pero que mantendrían su diálogo breve y directo y que solo hablaría más tiempo con las personas que respetaba. También decidieron presentarle a Neagley la serie antes que en los libros. El 2 de diciembre de 2023, antes del estreno de la segunda temporada, se reveló que había comenzado el rodaje de una tercera temporada. El 9 de octubre de 2024, antes del estreno de la tercera temporada, Amazon renovó la serie para una cuarta temporada.
Child mencionó que hay libros que probablemente nunca serán adaptados, ya sea por la ambientación, el tono de la historia o la historia en sí, como 61 Horas, uno de los más solicitados por los fans.

### Casting
El 4 de septiembre de 2020, Alan Ritchson fue elegido para el papel principal. El 22 de marzo de 2021, Malcolm Goodwin, Willa Fitzgerald y Chris Webster fueron elegidos como personajes regulares de la serie. El 19 de mayo de 2021, Bruce McGill, Maria Sten y Hugh Thompson se unieron al reparto principal. El 11 de junio de 2021, se anunció que Kristin Kreuk, Marc Bendavid, Willie C. Carpenter, Currie Graham, Harvey Guillén y Maxwell Jenkins se unieron al reparto en papeles no revelados.
El 14 de septiembre de 2022, Shaun Sipos se unió como actor regular de la serie para la segunda temporada. El 21 de septiembre de 2022, Serinda Swan, Ferdinand Kingsley y Rory Cochrane se unieron al reparto principal, mientras que Domenick Lombardozzi, Luke Bilyk, Dean McKenzie, Edsson Morales, Andres Collantes, Shannon Kook, Ty Olsson, Josh Blacker y Al Sapienza como estrellas invitadas en la segunda temporada. Goodwin, Swan y Lombardozzi ya protagonizaron Ex convictos de Santora en 2011. El 5 de mayo de 2023, Robert Patrick fue elegido para reemplazar a Cochrane, quien se fue debido a un conflicto de programación con la segunda temporada.
El 8 de febrero de 2024, Anthony Michael Hall y Sonya Cassidy fueron elegidos como personajes regulares de la serie para la tercera temporada. El 6 de marzo de 2024, Brian Tee, Johnny Berchtold y Roberto Montesinos fueron elegidos como regulares de la tercera temporada, mientras que Daniel David Stewart en un papel recurrente. En mayo de 2024, el culturista Olivier Richters, también conocido como "el gigante holandés", fue elegido como el antagonista secundario de El inductor, Paulie.
El 13 de junio de 2025, Jay Baruchel, Sydelle Noel, Agnez Mo, Anggun y Kevin Corrigan fueron elegidos como personajes regulares de la serie para la cuarta temporada, mientras que Kevin Weisman, Marc Blucas y Kathleen Robertson fueron elegidos para papeles recurrentes. Más tarde ese mes, Baruchel fue reemplazado por Christopher Marquette después de dejar de la serie debido a un asunto personal.

### Rodaje
Se construyó un paisaje urbano temporal en North Pickering, Ontario, para apoyar el rodaje de la primera temporada. La ciudad ficticia de Margrave se construyó desde cero en un campo agrícola alquilado en Ontario. Otras áreas de rodaje incluyen Toronto, Port Perry y Pickering. La fotografía principal de la primera temporada tuvo lugar entre el 15 de abril y el 30 de julio de 2021, en Toronto. Durante el rodaje, Ritchson se rompió un hueso del hombro, por lo que tuvo que ser operado. También se desgarró un músculo abdominal durante una escena de pelea.
El rodaje de la tercera temporada comenzó en diciembre de 2023 y se anunció como parte de la renovación de la tercera temporada.
La fotografía principal comenzó el 16 de junio de 2025, con el expresidente de los Estados Unidos Joe Biden y su hijo visitando el set en Rittenhouse Square, Filadelfia.

## Recepción

### Audiencia
La serie se estrenó el 4 de febrero de 2022. Reacher fue la serie de televisión más vista en la semana del 7 al 13 de febrero de 2022, según el ranking de streaming de Nielsen, siendo la primera producción de Amazon en obtener este récord. 

### Respuesta crítica
Para la primera temporada, el sitio web de recopilación de reseñas Rotten Tomatoes informó un índice de aprobación del 92% con una calificación promedio de 7,3/10, según 75 reseñas de críticos. El consenso de los críticos del sitio web dice: «Reacher captura la mayor parte característica de su héroe titular al tiempo que cambia parte de su definición, pero los fanáticos de las novelas encontrarán mucho que amar en esta fiel adaptación».  Metacritic, que utiliza un promedio ponderado, asignó una puntuación de 68 sobre 100 basándose en 18 críticas, lo que indica ‘críticas generalmente favorables’. 
Lucy Mangan de The Guardian dijo: «Esta divertida adaptación del ex detective militar hombre-montaña de Lee Child es tremendamente divertida, está repleta de golpes y mucho mejor que los esfuerzos cinematográficos de Cruise».  Michael Hogan de The Telegraph escribió: «Reacher es enorme, divertido y mucho más elegante de lo que cabría esperar».  Joshua Alston de Variety escribió una crítica matizada que, aunque positiva sobre el casting de Ritchson, critica los fundamentos del personaje por ser inadecuados para llevar a cabo este tipo de espectáculo. Opinó que «cuanto más corre, más obvio se vuelve su vacío en forma de protagonista».  Dan Fienberg de The Hollywood Reporter lo llamó «frustrantemente demasiado fiel al material original», diciendo: «No me importaría otra temporada, pero probablemente prefiero leer otro libro». 
La segunda temporada tiene un índice de aprobación del 100% en Rotten Tomatoes, basado en 22 críticas, con una calificación promedio de 8,3/10. El consenso de críticos del sitio web afirma: «Musculoso como los bíceps de Alan Ritchson, Reacher se pavonea con confianza en su segunda temporada mientras rockea los calcetines con un guiño astuto».  Metacritic, que utiliza un promedio ponderado, asignó una puntuación de 80 sobre 100 basándose en 12 críticas, lo que indica ‘críticas generalmente favorables’.